# عسل‌خوار قهوه‌ای
عسل‌خوار تیره یکی از گونه‌های پرندگان در خانوادهٔ عسل خوار است که در زیستگاه‌های مختلفی در اقیانوسیه و مجمع الجزایر مالایی زندگی می‌کنند.
آنها از حشرات و شهد گل‌ها تغذیه می‌کنند.
این پرندگان ممکن است، ساکن یا مهاجر باشند که بستگی به زیستگاهی دارد که در آن زندگی می‌کنند.